# 여주시의 시내버스
여주시의 시내버스는 경기도 여주시를 주관으로 담당하는 시내버스이다. 여주시의 관내 시내버스 업체는 없으나, 광주시 업체인 KD운송그룹 계열인 경기고속 농어촌사업부와 대원고속 농어촌사업부가 여주시 노선을 맡아서 운행하고 있다. 기존 전산 상 노선 번호로 50, 60번대 번호를 사용하고 있었으나, 2013년 1월 28일 시내버스 노선 전면 개편으로 900번대 번호를 사용하게 되었다. 광주시 차적의 차량과 여주시 차적의 차량이 운행하며, 각각 '여주시내버스'와 '여주공영버스'라는 문구를 달고 운행한다.

## 운수 업체
여주시의 시내버스는 여주시에 면허를 둔 운수업체가 없으며, 광주시에 면허를 둔 KD운송그룹의 시내2사업본부에서 운행하고 있다.

### 시내버스
2021년 1월 기준이다.
| 운행업체      | 보유 노선수 | 보유 노선수 | 보유 노선수 | 보유 노선수 | 보유 노선수 | 등록 대수 | 등록 대수 | 등록 대수 | 등록 대수 | 등록 대수 |
| ------------- | ----------- | ----------- | ----------- | ----------- | ----------- | --------- | --------- | --------- | --------- | --------- |
| 운행업체      | 노선 합계   | 광역급행    | 직행좌석    | 일반좌석    | 시내일반    | 대수 합계 | 광역급행  | 직행좌석  | 일반좌석  | 시내일반  |
| 대원고속 (KD) | 4           | -           | -           | -           | 4           | 4         | -         | -         | -         | 4         |

### 타 지역 업체
- 이천 : 이천시내버스
- 안성 : 백성운수
- 양평 : 금강고속

## 요금

### 요금 체계
| 종류                | 나이                    | 현금 (원) | 카드 (원) | 조조요금 (원) |
| ------------------- | ----------------------- | --------- | --------- | ------------- |
| 일반시내 (DRT)      | 어른 (만 19세 이상)     | 1,500     | 1,450     | 1,250         |
| 일반시내 (DRT)      | 청소년 (만 12세 ~ 18세) | 1,100     | 1,010     | 870           |
| 일반시내 (DRT)      | 어린이 (만 6세 ~ 11세)  | 800       | 730       | 630           |
| 일반좌석            | 어른 (만 19세 이상)     | 2,500     | 2,450     | 2,050         |
| 일반좌석            | 청소년 (만 12세 ~ 18세) | 1,900     | 1,820     | 1,520         |
| 일반좌석            | 어린이 (만 6세 ~ 11세)  | 1,700     | 1,640     | 1,370         |
| 직행좌석 (간선급행) | 어른 (만 19세 이상)     | 2,900     | 2,800     | 2,400         |
| 직행좌석 (간선급행) | 청소년 (만 12세 ~ 18세) | 2,000     | 1,960     | 1,680         |
| 직행좌석 (간선급행) | 어린이 (만 6세 ~ 11세)  | 2,000     | 1,960     | 1,680         |
| 경기순환            | 어른 (만 19세 이상)     | 3,100     | 3,050     | 2,600         |
| 경기순환            | 청소년 (만 12세 ~ 18세) | 2,200     | 2,140     | 1,820         |
| 경기순환            | 어린이 (만 6세 ~ 11세)  | 2,200     | 2,140     | 1,820         |
| 광역급행(M버스)     | 어른 (만 18세 이상)     | 2,900     | 2,800     | 2,300         |
| 광역급행(M버스)     | 청소년 (만 12세 ~ 17세) | 2,100     | 2,000     | 1,600         |
| 광역급행(M버스)     | 어린이 (만 6세 ~ 11세)  | 1,600     | 1,600     | 1,300         |

### 환승 할인
여주시의 시내버스는 경기도의 다른 지역 시내버스와 같이 수도권 통합요금제를 따른다.

## 노선 목록
여주시 면허의 시내버스 노선과 여주시 경유 시내버스 노선의 운행 구간과 이들 노선의 간략한 특징을 담고 있다. 다음은 행선지별로 구분된 노선들의 목록이다.

### 여주시내버스

#### 시내권
| 노선  | 운행구간              | 운행구간 | 운행구간                              | 경유지 | 배차    | 비고                                |
| ----- | --------------------- | -------- | ------------------------------------- | --- | ------- | ----------------------------------- |
| 901   | 세종병원              | ↔        | 여주역                                | 여주시청, 여주터미널앞 | 10/6회  | 저상버스 운행                       |
| 902   | 여주역                | ↔        | 프리미엄아울렛                        | 여주대, 점봉초교, 상거동 | 11회    |                                     |
| 903   | 여주역                | ↔        | 오학동                                | 세종초교, 여주터미널, 세종고, 신륵사사거리 | 17회    | 저상버스 운행                       |
| 907   | 여주역                | ↔        | - 보광아파트 - 두풍아파트             | 세종초교, 여주터미널, 여주시청, 세종병원, 여주소방서 | 9회     |                                     |
| 910   | 여주역                | ↔        | 현암동(오드카운티아파트)              | 여주중학교 → 세종병원 → 하동 → 여주시청 → 여흥동사무소 → 여주여중 → 축협매장 → 서울빌라 → 법원.검찰청 → E편한세상아파트 → 오드카운티아파트(회차) → 오학2통마을회관 → 벽산아파트 → 여주여중 → 이후 여주역까지 역순 → 여주역 → 세종초.중교 → 여주대학교(회차2) → 세종초.중교 | 85~125  |                                     |
| 911-1 | 여주역                | ↔        | 평장                                  | 고려병원, 여주시청, 여주터미널(여주역방향), 신륵사→ 천송3통→ 평장→ 현암동→ 오학동 | 4회     |                                     |
| 911-2 | 여주역                | ↔        | 천송3통                               | 고려병원, 여주시청, 여주터미널(여주역방향), 오학동→ 천송3통→ 신륵사 | 1회     |                                     |
| 911-5 | 여주역                | ↔        | 천송1통                               | 고려병원, 여주시청, 여주터미널(여주역방향), 오학동(여주역방향), 신륵사 | 2회     |                                     |
| 912   | 하동                  | ↔        | 프리미엄아울렛                        | 여주시청, 여주터미널, 여주대학교, 상거동 | 9회     |                                     |
| 912-2 | 여주역                | ↔        | 프리미엄아울렛                        | 세종병원, 여주시청, 오학동(여주역출발), 여주터미널, 여주대학교, 점봉초교, 상거동 | 1회     |                                     |
| 912-4 | 하동                  | ↔        | - 프리미엄아울렛 - 이완장군묘 - 운골  | 여주시청, 여주터미널, 여주대학교, 상거동 | 3회     |                                     |
| 912-5 | 하동                  | ↔        | - 이완장군묘 - 프리미엄아울렛 - 운골  | 여주시청, 여주터미널, 여주대학교, 상거동 | 1회     |                                     |
| 912-6 | 하동                  | ↔        | 프리미엄아울렛                        | 여주시청, 여주터미널, 여주역, 여주대학교, 상거동 | 2회     |                                     |
| 913   | 여주역                | ↔        | 멱곡동                                | 세종병원, 축협(여주역출발), 여주터미널, 연양동 | 5회     |                                     |
| 913-1 | - 여주터미널 - 여주역 | → ←      | 멱곡동                                | 연양동 | 1회     | 복편: 여주터미널, 세종병원, 여주역. |
| 913-2 | 여주역                | ↔        | 멱곡동                                | - 세종병원, 축협, 여주터미널, 연양동 - 신진동, 단현동, 점봉동, 여주대, 여주터미널, 세종병원 | 3회     |                                     |
| 913-3 | 여주역                | ←        | 단현동                                | 세종병원, 여주터미널, 여주대학교, 점봉동 | 1회     |                                     |
| 915   | 여주역                | ↔        | 황학산수목원                          | 세종병원, 여주터미널, 여주대학교, 점봉초교 | 5회     |                                     |
| 915-1 | 여주역                | ↔        | 멱곡동                                | 세종병원, 여주터미널, 여주대학교, 점봉동 | 1회     |                                     |
| 915-2 | 여주역                | ↔        | - 멱곡동 - 능현동 - 이완장군묘 - 운골 | 세종병원, 여주터미널, 여주대학교, 점봉동 | 1회     |                                     |
| 915-3 | 여주역                | ↔        | - 멱곡동 - 능현동                     | 세종병원, 여주터미널, 여주대학교, 점봉동 | 1회     |                                     |
| 916   | 제일시장              | ↔        | - 예일아파트 - 상우아파트             | 여주터미널 | 14/15회 |                                     |
| 916-1 | 제일시장              | ↔        | - 상우아파트 - 예일아파트             | 여주터미널 | 1회     |                                     |
| 916-2 | 제일시장              | ↔        | - 세종초교 - 상우아파트               | 여주터미널 | 2/1회   |                                     |
| 917   | 제일시장              | ↔        | - 강남아파트 - 호반아파트 - 낙원연립  | 여주터미널 | 13회    |                                     |
| 918-1 | 제일시장              | ↔        | 현진아파트                            | 여주터미널(여주행), 신륵사사거리, 법원(여주출발), 오학동 | 13회    |                                     |
| 918-2 | 제일시장              | →        | 오학동                                | 세종고, 신륵사사거리, 법원 | 2회     |                                     |
| 918-7 | 여주역                | ↔        | - 법원 - 오드카운티                   | 세종병원, 세종고 | 1회     |                                     |

#### 점동
| 노선  | 운행구간 | 운행구간 | 운행구간               | 경유지 | 배차 | 비고 |
| ----- | -------- | -------- | ---------------------- | --- | ---- | ---- |
| 920   | 여주역   | ↔        | 점동                   | 세종병원, 여주터미널, 여주대, 점봉초교                                                                                               | 16회 |      |
| 110   | 여주역   | ↔        | - 장안3리 - 삼합리     | 세종병원, 여주터미널, 여주대, 점봉초교, 점동                                                                                         | 6회  |      |
| 120   | 여주역   | ↔        | - 장안4리 - 도리       | 세종병원, 여주터미널, 여주대, 점봉초교, 점동                                                                                         | 6회  |      |
| 924   | 여주역   | ↔        | 태평리                 | 세종병원, 여주터미널, 여주대, 점동, 금당리, 연대리, 삼군리                                                                           | 6회  |      |
| 924-1 | 여주역   | ↔        | 태평리                 | 세종병원, 여주터미널, 여주대, 점동, 금당리, 송림리, 삼승리, 연대리, 삼군리                                                           | 3회  |      |
| 924-2 | 여주역   | ↔        | 금당리                 | 세종병원, 여주터미널, 여주대, 점동                                                                                                   | 1회  |      |
| 924-3 | 여주역   | ↔        | 태평리                 | 세종병원, 여주터미널, 여주대, 점동, 금당리, (송림리, 삼승리)(여주방향), 연대리, 삼군리                                               | 1회  |      |
| 925   | 여주역   | ↔        | - 점동 - 처리 - 흔암리 | 세종병원, 여주터미널, 여주대, 점봉초교                                                                                               | 4회  |      |
| 925-1 | 여주역   | ↔        | - 흔암리 - 처리 - 점동 | 세종병원, 여주터미널, 여주대, 점봉초교                                                                                               | 3회  |      |
| 929   | 여주역   | ↔        | 감곡                   | 세종병원, 여주터미널, 여주대, 점봉초교, 점동, 당진리(현수2리(여주행)), 극동대                                                        | 1회  |      |
| 929-1 | 여주역   | ↔        | 감곡                   | 세종병원, 여주터미널, 여주대, 점봉초교, 점동, 당진리(현수2리, 당진2리(여주출발)), 극동대                                             | 1회  |      |
| 929-2 | 여주역   | ↔        | 감곡                   | 세종병원, 여주터미널, 여주대, 점봉초교, 점동, 당진리(현수2리(여주출발)), 성신리(여주행), 극동대                                      | 3회  |      |
| 929-3 | 여주역   | ↔        | 감곡                   | 세종병원, 여주터미널, 여주대, 점봉초교, 점동, 당진리(현수2리(여주행), 당진2리(여주출발)), 성신리(여주출발), 강동대(여주출발), 극동대 | 1회  |      |

#### 가남
| 노선   | 운행구간 | 운행구간 | 운행구간 | 경유지 | 배차  | 비고 |
| ------ | -------- | -------- | -------- | --- | ----- | ---- |
| 930    | 여주역   | ↔        | 태평리   | 여주터미널, 세종병원, 월송동, 본두리                                                                      | 6/5회 |      |
| 930-1  | 여주역   | ↔        | 태평리   | 여주터미널, 세종병원, 월송동, 연라2통(여주출발), 본두리                                                   | 3회   |      |
| 930-2  | 여주역   | ↔        | 태평리   | 여주터미널, 세종병원, 월송동, 연라2통(여주행), 본두리                                                     | 5회   |      |
| 930-2B | 여주역   | ←        | 태평리   | 여주터미널, 세종병원, 월송동, 매류리, 여주교도소                                                          | 1회   |      |
| 930-4  | 여주역   | ↔        | 태평리   | 여주터미널, 세종병원, 월송동, 매류리, 여주교도소                                                          | 2회   |      |
| 930-5  | 여주역   | ↔        | 태평리   | 여주터미널, 세종병원, 월송동, 광대리(여주출발), 매류리, 여주교도소                                        | 2회   |      |
| 930-6  | 여주역   | ↔        | 태평리   | 여주터미널, 세종병원, 월송동, 광대리(여주행), 매류리, 여주교도소                                          | 3회   |      |
| 930-7  | 여주역   | ↔        | 태평리   | 여주터미널, 세종병원, 월송동, 광대리, 매류리, 여주교도소                                                  | 1회   |      |
| 930-8  | 여주역   | ↔        | 태평리   | - 여주터미널, 세종병원, 월송동, 광대리, 매류리, 여주교도소 - 본두리, 연라동, 월송동, 세종병원, 여주터미널 | 1회   |      |
| 931    | 태평리   | ↔        | 신해리   | | 4회   |      |
| 935    | 여주역   | ↔        | 태평리   | 세종병원, 여주터미널, 여주대, 하거동, 안금리, 삼군리                                                      | 6회   |      |
| 938-1  | 태평리   | →        | 태평리   | 대신리, 암산리, 자석리, 은봉리                                                                            | 3회   |      |
| 939    | 태평리   | ↔        | 설성면   | 상봉리 | 4회   |      |

#### 세종대왕
| 노선  | 운행구간 | 운행구간 | 운행구간 | 경유지 | 배차 | 비고 |
| ----- | -------- | -------- | -------- | --- | ---- | ---- |
| 950   | 여주역   | ↔        | 내양리   | 여주터미널, 세종병원, 세종대왕릉, 세종대왕릉역, 백석리                                                                                     | 2회  |      |
| 950B  | 여주역   | ←        | 내양리   | 여주터미널, 세종병원, 세종대왕릉역, 왕대리, 백석리                                                                                         | 1회  |      |
| 950-1 | 여주역   | ↔        | 내양리   | 여주터미널, 세종병원, 세종대왕릉역, 백석리                                                                                                 | 2회  |      |
| 950-3 | 여주역   | ↔        | 내양리   | 여주터미널, 세종병원, 세종대왕릉, 세종대왕릉역, 번도3리(여주행), 백석리                                                                    | 2회  |      |
| 952   | 여주역   | ↔        | 매류리   | - 여주터미널, 세종병원, 세종대왕릉, 왕대리, 구양리, 세종대왕릉역 - 세종대왕릉역, 세종대왕릉, 세종병원, 여주터미널                          | 1회  |      |
| 952-1 | 여주역   | ↔        | 양거리   | - 여주터미널, 세종병원, 세종대왕릉, 왕대리, 구양리, 세종대왕릉역, 매류리 - 매류리, 신지1리, 세종대왕릉역, 세종대왕릉, 세종병원, 여주터미널 | 2회  |      |
| 952-2 | 여주역   | ↔        | 양거리   | 여주터미널, 세종병원, 세종대왕릉, 왕대리, 구양리, 세종대왕릉역                                                                             | 1회  |      |
| 952-3 | 여주역   | ↔        | 매류리   | - 여주터미널, 세종병원, 세종대왕릉, 왕대리, 구양리, 세종대왕릉역, 신지1리 - 세종대왕릉역, 세종대왕릉, 세종병원, 여주터미널                 | 2회  |      |
| 953   | 여주역   | ↔        | 마래리   | 여주터미널, 세종병원, 세종대왕릉, 세종대왕릉역, 매류리                                                                                     | 1회  |      |
| 953-2 | 여주역   | ↔        | 마래리   | 여주터미널, 세종병원, 세종대왕릉, 세종대왕릉역, 신지1리, 매류리                                                                            | 1회  |      |
| 953-3 | 여주역   | ↔        | 오계리   | - 여주터미널, 세종병원, 세종대왕릉, 세종대왕릉역, 매류리 - 월송동, 세종병원, 여주터미널                                                    | 1회  |      |
| 954   | 여주역   | ←        | 양거리   | 여주터미널, 세종병원, 월송동, 오계리, 매류2리, 마래리                                                                                      | 1회  |      |
| 955-1 | 여주역   | ↔        | 오계리   | - 여주터미널, 세종병원, 월송동 - 매류리, 세종대왕릉역, 세종대왕릉, 세종병원, 여주터미널                                                    | 2회  |      |

#### 흥천, 산북, 금사
| 노선  | 운행구간 | 운행구간 | 운행구간       | 경유지 | 배차 | 비고 |
| ----- | -------- | -------- | -------------- | --- | ---- | ---- |
| 960   | 여주역   | ↔        | 효지리         | 여주터미널, 세종병원, 세종대왕릉역, 신근리                                                                              | 2회  |      |
| 961   | 여주역   | ↔        | 이포리         | 여주터미널, 세종병원, 세종대왕릉, 백석리, 귀백리, 상백리                                                                | 1회  |      |
| 961-1 | 여주역   | ↔        | 이포리         | 여주터미널, 세종병원, 세종대왕릉, 세종대왕릉역, 신근리, 효지리, 하다리, 문장리                                          | 2회  |      |
| 961-2 | 여주역   | ↔        | 이포리         | 여주터미널, 세종병원, 세종대왕릉, 왕대리(여주행), 백석리, 내양리(여주행), 귀백리(여주행), 상백리                        | 1회  |      |
| 962   | 여주역   | ↔        | 율극리         | 여주터미널, 세종병원, 세종대왕릉, 세종대왕릉역, 신근리, 효지리, 귀백리                                                  | 2회  |      |
| 963   | 여주역   | ←        | 율극리         | 여주터미널, 세종병원, 세종대왕릉, 세종대왕릉역, 신근리, 율극2리, 효지리, 하다리, 상백리, 귀백리                         | 1회  |      |
| 963-1 | 여주역   | ↔        | 상백리         | - 여주터미널, 세종병원, 세종대왕릉역, 신근리, 효지리, 귀백리 - 백석리, 세종대왕릉, 세종병원, 여주터미널                 | 1회  |      |
| 964   | 여주역   | ↔        | 대당리         | 여주터미널, 세종병원, 세종대왕릉, 세종대왕릉역, 신근리, 율극2리, 효지리                                                 | 2회  |      |
| 140   | 여주역   | ↔        | 상품리         | 여주터미널, 세종병원, 세종대왕릉역, 신근리, 율극2리, 효지리, 귀백리, 상백리, 문장리, 이포리→금사리→상품리→주록리→이포리 | 4회  |      |
| 966-1 | 여주역   | ↔        | 효지리(상백리) | 여주터미널, 세종병원, 세종대왕릉(여주출발), 세종대왕릉역, 신근리, 효지리→대당리→하다리→상백리→귀백리→효지리             | 1회  |      |

#### 대신
| 노선   | 운행구간 | 운행구간 | 운행구간                  | 경유지 | 배차 | 비고 |
| ------ | -------- | -------- | ------------------------- | --- | ---- | ---- |
| 971    | 여주역   | ↔        | - 대신 - 초현3리 - 보통리 | 세종병원, 여주터미널(여주역행), 오학동, 상구리                                                            | 2회  |      |
| 971-1  | 여주역   | ↔        | - 대신 - 보통리           | 세종병원, 여주터미널(여주역행), 오학동, 상구리                                                            | 1회  |      |
| 971-2  | 여주역   | ↔        | 장풍리                    | - 세종병원, 오학동, 상구리 - 대신고, 오학동, 여주터미널, 세종병원                                         | 1회  |      |
| 971-2B | 여주역   | ←        | 대신                      | 세종병원, 여주터미널, 오학동, 상구리                                                                      | 1회  |      |
| 971-3  | 여주역   | ↔        | - 대신 - 초현3리 - 도롱리 | 세종병원, 여주터미널(여주역행), 오학동, 상구리                                                            | 1회  |      |
| 972    | 여주역   | ←        | 천남리                    | 세종병원, 여주터미널, 오학동, 현암동                                                                      | 1회  |      |
| 972-1  | 여주역   | ↔        | 대신                      | 세종병원, 여주터미널(여주역행), 오학동(여주행), 현암2통(여주행), 가산1리(여주행), 당산1리(여주행), 대신고 | 1회  |      |
| 972-2  | 여주역   | ↔        | - 당산1리 - 가산1리       | 세종병원, 여주터미널(여주역행), 오학동, 현암2통                                                           | 1회  |      |
| 972-3  | 여주역   | ↔        | 대신                      | 세종병원, 여주터미널(여주역행), 오학동, 현암2통(여주출발), 가산1리(여주출발), 당산1리(여주출발), 대신고   | 1회  |      |
| 972-4  | 여주역   | ↔        | 천남리                    | - 세종병원, 오학동, 현암2통 - 가산1리, 오금동, 오학동, 여주터미널, 세종병원                               | 1회  |      |
| 974    | 여주역   | ↔        | - 가산3리 - 오금동(안)    | 세종병원, 여주터미널(여주역행), 오학동                                                                    | 2회  |      |
| 974-1  | 여주역   | ↔        | - 오금동(안) - 가산3리    | 세종병원, 여주터미널(여주역행), 오학동                                                                    | 1회  |      |
| 180    | 여주역   | ↔        | - 대신 - 초현3리 - 도롱리 | 세종병원, 여주터미널(여주역행), 오학동, 상구리                                                            | 2회  |      |

#### 북내
| 노선  | 운행구간 | 운행구간 | 운행구간 | 경유지 | 배차 | 비고 |
| ----- | -------- | -------- | -------- | --- | ---- | ---- |
| 981   | 여주역   | ↔        | 도전리   | - 세종병원, 축협, 세종터미널, 신륵사, 당우리, 운촌리 윗말, 중암리 - 중암리, 운촌리 윗말, 당우리, 오학동, 세종터미널, 세종병원 | 2회  |      |
| 981-2 | 여주역   | ←        | 도전리   | 세종병원, 오학동, 당우리, 운촌리, 중암리                                                                                      | 1회  |      |
| 981-3 | 여주역   | →        | 중암리   | 세종병원, 축협, 세종터미널, 신륵사, 가정리, 신접리                                                                            | 1회  |      |
| 981-4 | 여주역   | ↔        | 도전리   | - 세종병원, 축협, 세종터미널, 신륵사, 당우리, 운촌리 윗말, 중암리 - 중암리, 운촌리, 당우리, 오학동, 세종터미널, 세종병원      | 1회  |      |
| 981-5 | 여주역   | ↔        | 도전리   | - 세종병원, 축협, 세종터미널, 신륵사, 당우리, 중암리 - 중암리, 운촌리 윗말, 당우리, 오학동, 세종터미널, 세종병원              | 1회  |      |
| 983-1 | 여주역   | ↔        | 장암2리  | - 세종병원, 축협, 세종터미널, 오학동, 당우리 - 장암1리, 당우리, 지내리, 가정리, 신륵사, 세종터미널, 세종병원                  | 5회  |      |
| 987-2 | 여주역   | ↔        | 용문     | 세종병원, 축협(여주역출발), 여주터미널, 신륵사, 가정리, 당우리, 주암리, 일신역, 무왕1리(여주출발), 망미리, 지평               | 1회  |      |
| 987-3 | 여주역   | ↔        | 용문     | 세종병원, 축협(여주역출발), 여주터미널, 신륵사, 가정리, 당우리, 주암리, 구둔역·일신역, 망미리, 지평                           | 3회  |      |
| 988-1 | 여주역   | ←        | 양동역   | 세종병원, 여주터미널, 신륵사, 가정리, 신접리, 당우리, 석우리, 내룡리, 고달사지, 일신리, 단석리                                | 1회  |      |
| 988-2 | 여주역   | ↔        | 양동역   | 세종병원, 축협(여주역출발), 여주터미널, 신륵사, 당우리, 석우리, 서원리, 단석리                                                | 2회  |      |
| 988-3 | 여주역   | ↔        | 양동역   | 세종병원, 축협(여주역출발), 여주터미널, 신륵사, 당우리, 고달사지, 서원리, 단석리                                              | 2회  |      |
| 988-4 | 여주역   | ↔        | 양동역   | - 세종병원, 축협, 여주터미널, 신륵사, 당우리, 내룡리, 서원리 - 서원리, 고달사지, 당우리, 오학동, 여주터미널, 세종병원         | 1회  |      |
| 989-3 | 여주역   | ↔        | 양동역   | 세종병원, 축협(여주역출발), 여주터미널, 신륵사, 당우리, 내룡리, 서원리, 단석리                                                | 1회  |      |
| 989-5 | 여주역   | ↔        | 양동역   | 세종병원, 축협(여주역출발), 여주터미널, 신륵사, 당우리, 내룡리, 서원리, 단석리                                                | 1회  |      |

#### 강천
| 노선  | 운행구간 | 운행구간 | 운행구간 | 경유지 | 배차 | 비고 |
| ----- | -------- | -------- | -------- | --- | ---- | ---- |
| 991   | 여주역   | ↔        | 강천1리  | - 세종병원, 축협, 여주터미널, 신륵사, 이호리, 간매리 - 굴암리, 가야리, 이호리, 신륵사, 여주터미널, 세종병원          | 3회  |      |
| 992   | 여주역   | ↔        | 강천2리  | - 세종병원, 축협, 여주터미널, 신륵사, 이호리, 가야리, 굴암리, 강천1리 - 간매리, 이호리, 신륵사, 여주터미널, 세종병원 | 3회  |      |
| 992-1 | 여주역   | ↔        | 강천2리  | - 세종병원, 축협, 여주터미널, 신륵사, 이호리, 간매리 - 강천1리, 굴암리, 가야리, 이호리, 신륵사, 여주터미널, 세종병원 | 1회  |      |
| 130   | 여주역   | ↔        | 도전4리  | 세종병원, 축협(여주역방향), 여주터미널, 신륵사, 이호리, 간매리, 여주온천, 가마섬, 운무실, 도전1리                    | 5회  |      |
| 995   | 여주역   | ↔        | 걸은리   | - 세종병원, 축협, 여주터미널, 신륵사, 가정리, 긴골 - 이호리, 신륵사, 여주터미널, 세종병원                            | 5회  |      |

### 안성 방면 노선
| 노선 번호 | 운행업체 | 운행구간     | 운행구간 | 운행구간   | 경유지                                                         | 배차 | 비고        |
| --------- | -------- | ------------ | -------- | ---------- | -------------------------------------------------------------- | ---- | ----------- |
| 37        | 백성운수 | 안성구터미널 | ↔        | 여주터미널 | 안성터미널, 삼죽, 죽산, 일죽, 장호원, 점동, 여주대학, 여주시청 | 20   | 안성시 면허 |

### 이천, 광주 방면 노선
| 노선 번호 | 운행업체          | 운행구간          | 운행구간 | 운행구간   | 경유지 | 배차    | 비고                                                 |
| --------- | ----------------- | ----------------- | -------- | ---------- | --- | ------- | ---------------------------------------------------- |
| 10        | 경기고속          | 이천터미널        | ↔        | 태평리     | 관고동, 진리동, 신하리, 부발역, 하이닉스, 응암리 | 15~30분 |                                                      |
| 111       | 이천시내버스      | 이천공영차고지    | ↔        | 여주대학교 | 이천역, 이천시청, 관고동, 이천터미널, 부발우체국, 종합운동장, 신원리, 세종대왕면, 영릉입구, 하동, 여주시청, 여주터미널, 여주고                                                               | 20~45분 | 이천시 면허 2024년 2차 시내버스 공공관리제 대상 노선 |
| 114       | 이천시내버스      | 장호원터미널      | ↔        | 광주터미널 | 이황리, 태평리, 하이닉스, 부발역, 신하리, 이천터미널, 창전동(광주 방면), 사음동, 신둔, 동원대, 곤지암, 초월역                                                                                | 15~30분 | 이천시 면허 2024년 2차 시내버스 공공관리제 대상 노선 |
| 20-5      | 경기고속 대원고속 | 동남아파트        | ↔        | 설성면     | 태평리, 건장리, 은봉리, 자석리, 장천리 | 3회     |                                                      |
| 20-51     | 경기고속 대원고속 | 동남아파트        | ↔        | 설성면     | 태평리→ 여주제일고→ 건장리→ 은봉리→ 암산리→ 장천리 태평리← 대신리← 암산리← 장천리 | 1회     |                                                      |
| 20-52     | 경기고속 대원고속 | 태평리            | ←        | 자석리     | 은봉리, 건장리 | 1회     |                                                      |
| 20-53     | 경기고속 대원고속 | 태평리 동남아파트 | → ←      | 설성면     | 태평리, 건장리, 은봉리, 암산리, 장천리 | 1회     |                                                      |
| 20-54     | 경기고속 대원고속 | 태평리            | ↔        | 설성면     | 건장리→ 은봉리→ 암산리→ 장천리 송계리← 상봉리 | 1회     |                                                      |
| 20-6      | 경기고속 대원고속 | 동남아파트        | ↔        | 설성면     | 태평리, 대신리, 암산리, 장천리 | 3회     |                                                      |
| 20-61     | 경기고속 대원고속 | 동남아파트        | ↔        | 설성면     | 태평리→ 대신리→ 암산리→ 장천리 태평리← 건장리← 은봉리← 자석리← 장천리 | 1회     |                                                      |
| 20-9      | 경기고속 대원고속 | 동남아파트 태평리 | → ←      | 대죽리     | 태평리, 대신리, 암산리, 장천리, 설성면 | 1회     |                                                      |
| 23        | 경기고속 대원고속 | 이천역            | ↔        | 상호리     | 이포홈, 관고동, 증포동, 모전리, 백사면, 외사리, 이포, 장흥리 | 7회 8회 |                                                      |
| 23-1      | 경기고속 대원고속 | 이천역            | ↔        | 내촌리     | 이포홈, 관고동, 증포동, 모전리, 백사중학교, 금성리 | 7회 8회 |                                                      |
| 23-12     | 경기고속 대원고속 | 이천역            | ↔        | 이포리     | 이포홈, 관고동, 증포동, 모전리, 백사면, 외사리 | 2회     |                                                      |
| 23-13     | 경기고속 대원고속 | 이천역            | →        | 현방리     | 이포홈, 관고동, 증포동, 모전리, 백사면 | 1회     |                                                      |
| 23-2      | 경기고속 대원고속 | 이천역            | ↔        | 소유리     | 이포홈, 관고동, 증포동, 모전리, 백사면, 외사리, 이포, 금사리 | 4회     |                                                      |
| 23-3      | 경기고속 대원고속 | 이천역            | ↔        | 도곡리     | 이포홈, 관고동, 증포동, 모전리, 백사면, 외사리, 이포 | 2회     |                                                      |
| 23-31     | 경기고속 대원고속 | 이천역            | ↔        | 도곡리     | 이포홈, 관고동, 증포동, 모전리, 백사면, 상대리, 외사리, 내사리, 이포 (이천 행은 23-3번과 동일)                                                                                               | 1회     |                                                      |
| 23-32     | 경기고속 대원고속 | 이천역            | ↔        | 주록리     | 이포홈, 관고동, 증포동, 모전리, 백사면, 외사리, 이포, 도곡리 | 3회     |                                                      |
| 23-4      | 경기고속 대원고속 | 이천역            | ↔        | 흥천면     | 이포홈, 관고동, 증포동, 모전리, 백사면, 외사리, 문장리 | 5회     |                                                      |
| 23-41     | 경기고속 대원고속 | 이천역            | →        | 흥천면     | 이포홈, 관고동, 증포동, 모전리, 백사면, 외사리, 문장리 | 1회     |                                                      |
| 23-40     | 경기고속 대원고속 | 이천역            | ←        | 흥천면     | 터미널앞, 관고동, 증포동, 모전리, 백사면, 외사리, 문장리 | 1회     |                                                      |
| 23-6      | 경기고속 대원고속 | 이천역            | ↔        | 흥천면     | 이포홈, 관고동, 증포동, 모전리, 백사면, 외사리, 다대리 | 2회     |                                                      |
| 23-5      | 경기고속 대원고속 | 이천역            | ↔        | 계신리     | 이포홈, 관고동, 증포동, 모전리, 백사면, 복대리 | 5회     |                                                      |
| 23-50     | 경기고속 대원고속 | 이천역            | ←        | 흥천면     | 터미널앞, 관고동, 증포동, 모전리, 백사면, 외사리, 이포, 계신리, 복대리 | 1회     |                                                      |
| 23-71     | 경기고속 대원고속 | 이천역            | ↔        | 내사리     | 이포홈, 관고동, 증포동, 모전리, 백사면, 외사리 | 2회     |                                                      |
| 23-7      | 경기고속 대원고속 | 이천역            | ↔        | 내사리     | 이포홈, 관고동, 증포동, 모전리, 백사면, 상대리, 외사리 | 1회     |                                                      |
| 23-70     | 경기고속 대원고속 | 이천역            | ←        | 내사리     | 터미널앞, 관고동, 증포동, 모전리, 백사면, 상대리, 외사리 | 1회     |                                                      |
| 25-8      | 경기고속 대원고속 | 장호원            | ↔        | 송림리     | 노탑리, 삼승리, 새터 | 5회     |                                                      |
| 28-1      | 경기고속 대원고속 | 이천역            | ↔        | 장호원     | 이천터미널, 관고동, 진리동, 신하리, 부발역, 하이닉스, 응암리, 태평리, 상승대, 이황리 | 4회     |                                                      |
| 28-17     | 경기고속 대원고속 | 이천역            | →        | 장호원     | 이천터미널, 관고동, 진리동, 신하리, 부발역, 하이닉스, 응암리, 태평리, 상승대, 이황리 | 1회     |                                                      |
| 28-10     | 경기고속 대원고속 | 장호원            | ↔        | 태평리     | 이황리, 상승대 | 13회    |                                                      |
| 28-53     | 경기고속 대원고속 | 이천역            | ↔        | 설성면     | 이천터미널, 관고동, 진리동, 신하리, 부발역, 하이닉스, 사동리→ 응암리→ 태평리 / 사동리← 초지리← 부필리← 장평리← 태평리 태평리→ 송계리→ 상봉리→ 설성면→ 장천리→ 암산리→ 은봉리→ 건장리→ 태평리 | 1회     |                                                      |
| 28-56     | 경기고속 대원고속 | 이천역            | ←        | 설성면     | 이천터미널, 진리동, 신하리, 부발역, 하이닉스, 사동리, 초지리, 부필리, 장평리, 송라리, 태평리, 건장리, 은봉리, 암산리, 장천리                                                                 | 1회     |                                                      |
| 28-9      | 경기고속 대원고속 | 이천역            | ↔        | 상활리     | 장호원홈, 관고동, 진리동, 신하리, 부발역, 하이닉스, 사동리, 가산리 | 3회     | 08:40, 17:40, 19:10                                  |
| 28-90     | 경기고속 대원고속 | 이천역            | →        | 상활리     | 장호원홈, 관고동, 진리동, 신하리, 부발역, 하이닉스, 사동리, 가산리 | 1회     | 20:40                                                |
| 28-91     | 경기고속 대원고속 | 이천역            | ←        | 상활리     | 신둔홈, 진리동, 신하리, 부발역, 하이닉스, 사동리, 가산리 | 1회     | 06:50(상활리)                                        |
| 28-92     | 경기고속 대원고속 | 이천역            | ↔        | 매화리     | 장호원홈, 관고동, 진리동, 신하리, 부발역, 하이닉스, 사동리, 가산리, 상활리 | 2회     | 10:40, 14:10                                         |
| 36        | 경기고속 대원고속 | 곤지암터미널      | ↔        | 양평터미널 | 삼합(양평행)/건업(곤지암행), 명품, 세월, 강상 | 2회     | 광주시 면허                                          |
| 36-1      | 경기고속 대원고속 | 곤지암터미널      | ↔        | 양평터미널 | 삼합, 명품, 세월, 강상 | 2회     | 광주시 면허                                          |
| 36-11     | 경기고속 대원고속 | 곤지암터미널      | ↔        | 양평터미널 | 건업(양평행)/삼합(곤지암행), 명품, 세월, 강상 | 3회     | 광주시 면허                                          |
| 36-12     | 경기고속 대원고속 | 곤지암터미널      | ↔        | 양평터미널 | 건업, 명품, 세월, 강상 | 3회     | 광주시 면허                                          |
| 36-15     | 경기고속 대원고속 | 양평터미널        | →        | 하품리     | 강상, 세월 | 1회     | 광주시 면허                                          |
| 36-2      | 경기고속 대원고속 | 곤지암터미널      | ↔        | 세월리     | 건업, 상품, 명품 | 1회     | 광주시 면허                                          |
| 36-3      | 경기고속 대원고속 | 곤지암터미널      | ↔        | 하품2리    | 삼합, 상품 | 2회     | 광주시 면허                                          |
| 36-4      | 경기고속 대원고속 | 곤지암터미널      | ↔        | 주록리     | 건업, 상품 | 1회     | 광주시 면허                                          |
| 36-8      | 경기고속 대원고속 | 곤지암터미널      | ↔        | 삼합리     | 열미, 오향, 만선, 유사 | 4.5회   | 광주시 면허                                          |

### 양평 방면 노선
| 노선 번호 | 운행업체 | 운행구간   | 운행구간 | 운행구간   | 경유지                                                                                   | 배차                        | 비고 |
| --------- | -------- | ---------- | -------- | ---------- | ---------------------------------------------------------------------------------------- | --------------------------- | ---- |
| 1         | 금강고속 | 양평터미널 | ↔        | 여주터미널 | 양평시장, 회현리, 불곡리, 개군터미널, 천서리, 대신터미널, 오학동                         | 여주 행 : 9회 양평 행 : 5회 |      |
| 1-1       | 금강고속 | 양평터미널 | ↔        | 여주터미널 | 양평시장, 회현리, 불곡리, 개군터미널, 천서리, 곡수리, 대신터미널, 오학동                 | 여주 행 : 8회 양평 행 : 9회 |      |
| 1-2       | 금강고속 | 양평터미널 | ↔        | 여주터미널 | 양평시장, 회현리, 불곡리, 개군터미널, 이포리, 천서리, 대신터미널, 오학동                 | 여주 행 : 3회 양평 행 : 5회 |      |
| 1-3       | 금강고속 | 양평터미널 | ↔        | 여주터미널 | 양평중학교, 백안2리, 봉성1리, 용문터미널, 광탄정류소, 지평리, 곡수리, 대신터미널, 오학동 | 여주 행 : 7회 양평 행 : 8회 |      |
| 1-8       | 금강고속 | 대신터미널 | ↔        | 도롱리     | 경기관광고등학교                                                                         | 2회                         |      |
| 1-9       | 금강고속 | 대신터미널 | ↔        | 양촌리     | 보통리                                                                                   | 3회                         |      |
| 1-10      | 금강고속 | 대신터미널 | →        | 양평터미널 | 천서리, 개군터미널, 불곡리, 회현리, 양평시장                                             | 2회                         |      |
| 4-1       | 금강고속 | 양평터미널 | ↔        | 전북리     | 양평시장, 강상면, 신화리양평 행, 세월초교, 대석2리양평 행                                | 1회                         |      |
| 4-2       | 금강고속 | 양평터미널 | ↔        | 이포리     | 양평시장, 강상면, 세월초교, 전북리, 금사리                                               | 7회                         |      |
| 5-1       | 금강고속 | 양평터미널 | ↔        | 대신터미널 | 양평시장, 회현리, 불곡리, 개군터미널, 천서리, 곡수리                                     | 대신 행 4회 양평 행 2회     |      |
| 5-3       | 금강고속 | 양평터미널 | ↔        | 곡수삼거리 | 양평시장, 회현리, 불곡리, 개군터미널, 천서리                                             | 1회                         |      |
| 5-5       | 금강고속 | 양평터미널 | ↔        | 곡수삼거리 | 양평시장, 회현리, 불곡리, 개군터미널, 주읍리, 수곡2리                                    | 곡수 행 2회 양평 행 3회     |      |
| 5-7       | 금강고속 | 양평터미널 | ↔        | 대신터미널 | 양평시장, 회현리, 불곡리, 개군터미널, 천서리, 옥촌리                                     | 1회                         |      |
| 5-8       | 금강고속 | 양평터미널 | ↔        | 대신터미널 | 양평시장, 회현리, 불곡리, 개군터미널, 천서리, 계전1리, 곡수리                            | 2회                         |      |

## 비고
- 여주시내버스라는 것을 붙이고 운행한다. 현재는 LED차량에 '여주시내버스'라고 표기하며, 일부 노선은 노선번호를 표출하는 경우도 있다.